# Pere I d'Urgell
Pere I d'Urgell o Pere de Portugal (Coïmbra, 23 de febrer de 1187 - Mallorca, 2 de juny de 1258) fou infant de Portugal, comte consort d'Urgell (1229-1231) i, en dues ocasions, senyor de Mallorca (1231-1244 i 1254-1256).

## Orígens familiars
Fill del rei Sanç I de Portugal i de Dolça de Barcelona, era per part de mare net de Ramon Berenguer IV de Barcelona i de Peronella d'Aragó i, per tant, oncle segon de Jaume I el Conqueridor, que el protegiria a la segona meitat de la seva vida.

## Conflicte hereditari
A la mort del seu pare, el 1212, prengué partit a favor de ses germanes Mafalda, Teresa i Sança, en el conflicte originat amb el nou rei, Alfons II de Portugal, per l'incompliment del testament del seu pare, que els conferia amples jurisdiccions en alguns territoris i el dret a fer servir el títol de reina a les seves respectives possessions. Refugiat al regne de Lleó, protegit per Alfons IX de Lleó, espòs de la seva germana Teresa, participà en l'ocupació d'algunes terres al nord de Portugal, conflicte que es resolgué en favor del rei de Portugal el mateix 1212 amb la Pau de Coimbra. A partir d'aquest moment, Pere i alguns cavallers addictes es convertiren en mercenaris i hi ha constància que es posaren al servei dels almohades, a l'actual Marroc.

## Comte consort d'Urgell
Arribat a Catalunya, l'any 1229, el seu nebot Jaume I li arranjà el matrimoni amb la seva antiga concubina Aurembiaix d'Urgell, que fins al 1228 no havia fet efectiu el seu govern al comtat i que no tenia descendència. El matrimoni venia precedit d'acords hereditaris en favor de Jaume I i d'uns capítols matrimonials que, tot i fer donació formal del comtat a l'espòs, reservaven a Aurembiaix el dret de testar en favor de qui consideràs en cas de no tenir fills en comú. Malgrat la reserva i com expressió d'una evident desconfiança del monarca, el 9 de maig de 1230, Pere de Portugal feia un manifest de fidelitat a Jaume I i es comprometia a guardar els acords sobre la successió d'Urgell del rei amb Aurembiaix; però l'11 d'agost de 1231 la comtessa dictà testament pel qual feia hereu al seu espòs. Aurembiaix morí el 29 de setembre de 1231, i el mateix dia Jaume I i Pere de Portugal resolgueren el conflicte bescanviant el comtat per una àmplia senyoria a Mallorca i, per un altre document amb la mateixa data, els drets de conquesta d'Eivissa compartits amb Nunó Sanç I de Rosselló-Cerdanya. Així mateix per aquesta herència, Pere rebé béns i drets a Castella i Galícia, que va conservar.
En el document de concanvi, Pere és reconegut com a hereu d'Aurembiaix, però no se li dona el títol comtal, solució diplomàtica que permet que els drets respectius quedin salvats. En tot cas, aquest acte és l'únic en exercici dels seus drets patrimonials a Urgell que, amb prou feines, pogueren durar unes hores.

## Senyor de Mallorca (primer període)
El 29 de setembre de 1231, signa amb Jaume I la permuta d'Urgell amb Mallorca, tot incomplint el capítol 37 de la Carta de Franqueses pel qual Jaume I es comprometia a no lliurar el regne a nobles ni a clergues. L'acord, vigent mentre visqués Pere, tot i poder disposar testamentàriament d'un terç dels béns cedits, establí la condició de vassall de Pere respecte del rei, que es reservava la promulgació de privilegis i el dret de pau i treva. Malgrat que el títol es refereix al conjunt del regne, la cessió només afectava a la porció reial, aproximadament la meitat de l'illa, amb exclusió de les fortaleses de l'Almudaina, Alaró i Pollença, amb prohibició expressa de construir noves fortificacions, sota pena de reversió; així mateix li conferia els drets sobre el tribut de Menorca. Pel que fa a la gestió i administració del senyoriu inclosa la seva reglamentació menor, Pere de Portugal tindria plens poders. Les possibles desavinences entre el senyor i el rei es sotmetrien als costums de Barcelona.
El nou senyor no jurà la carta de Franqueses, en la mesura que el senyoriu no es vinculava al reialme ni als seus habitants, sinó que era un compromís personal amb el rei que no estava sotmès a condicionants externs distints dels fixats pel seu pacte.
Així mateix, a més dels drets a les rendes feudals, el rei s'havia compromès, pel concanvi, a dotar Pere d'un patrimoni immobiliari de la seva titularitat personal i, malgrat no haver participat en la Conquesta de Mallorca, en el Llibre del repartiment (encara en fase de redacció en el moment de l'acord), consta que va rebre aproximadament una novena part de la porció reial, de la qual la meitat també la va repartir entre la seva gent i l'altra se la va reservar a títol personal.

### La conquesta d'Eivissa
El mateix dia que es signava la permuta d'Urgell amb Mallorca, el rei infeudava, per dos anys, el dret de conquesta de les illes d'Eivissa i Formentera a l'infant de Portugal i a Nunyo Sans, però el termini es va acomplir sense que s'hagués fet efectiva l'operació.
El 1234, aquest dret fou concedit a Guillem de Montgrí, arquebisbe de Tarragona, i al seu germà Bernat de Santa Eugènia, que acabaren negociant amb Nunyo i Pere la seva participació, cosa que portà a un acord pel qual Pere rebria un terç de la vila d'Eivissa, sota vassallatge de Guillem de Montgrí, i una quarta part de la resta de l'illa i de Formentera en alou franc. Aquesta vegada la conquesta es va efectuar, el 1235, i els béns obtinguts situaren a Pere de Portugal com a segon gran propietari de les Balears, només precedit per Nunyo Sans.

### L'administració del regne
L'administració del regne per part de Pere de Portugal, tindria conseqüències transcendents en el futur:
Es varen establir els tributs de la lleuda i el peatge amb el comerç amb la resta de la Corona d'Aragó, cosa que va afavorir la prospecció de mercats alternatius: els països musulmans i Gènova principalment. Malgrat la seva supressió a partir de 1244, això orientaria el futur comercial de l'illa.
Fetes les porcions fixades al llibre del repartiment, va dirigir el desenvolupament del procés de repoblació de l'illa i en va fixar les condicions contractuals.
El 1233 regulava la presència d'una colònia genovesa a la ciutat, a la que protegeix i faculta perquè disposi de cònsol. La colònia acabaria essent molt activa i influent a l'illa i la trobarem vinculada estretament a fets destacables de la història de Mallorca del proper segle xiv: el comerç nord-africà, les exploracions atlàntiques, l'escola cartogràfica, o les tensions entre Jaume III de Mallorca i Pere el Cerimoniós que acabarien amb el reialme com estat independent.
El mateix any signava contracte amb diversos moneders per batre a l'illa, fins fa poc es pensava que no s'havia dut a efecte, però recentment s'ha trobat un diner amb signes de desmonetització de la que seria la primera moneda cristiana de Mallorca, amb les barres catalanes a una banda i la llegenda MAIORICE i a l'altra les armes de Portugal amb la llegenda DOMINUS, segurament realitzada sense consentiment del rei, que no havia cedit el dret de la moneda.
Des de 1236 es documenta a Inca i a Pollença la presència de batles forans, amb funcions judicials i tributàries, embrió de la futura divisió administrativa local.
El 1237 acorda amb els prohoms de l'illa, inclosos els de la porció de Nunyo Sans, una tallà per sufragar la defensa de l'illa, essent aquesta una de la primeres manifestacions tributàries per aquesta via i de l'acció dels representants de la universitat o municipi.
El 1238, juntament amb el rei, tancava l'acord pels delmes en favor de l'església de Mallorca.
El 1240 obtenia del Papa, l'excepcional llicència que els mallorquins puguin comerciar amb els països musulmans, cosa que serà el fonament de l'expansió marítima de l'illa.
El 1241 va pactar amb Nunyo Sans, cap de la resta de grans porcioners, les funcions del veguer, des d'una posició de debilitat, reservant els conflictes pecuniaris a les curies senyorials.
En un moment no determinat fa construir la quartera, per controlar la comercialització del gra.

### La restitució de Mallorca al rei
Jaume I es va abstenir d'intervenir a Mallorca entre 1232 i 1242, amb l'excepció de la complexa creació, dependència i dotació del nou bisbat de Mallorca, en què sovint actua conjuntament amb el senyor de l'illa.
Però el 1241 moria sense descendència ni testament Nunyo Sans, propietari dels drets feudals d'un terç de Mallorca i d'una part igual a la de l'infant de Portugal a Eivissa i Formentera. Jaume I els adquirí creant un desgavell jurídic de difícil encaix amb l'acord d'infeudació i també les condicions per recuperar el control de Mallorca. L'estratègia consistí a deixar a Pere en una situació de subordinació i debilitat, tot preservant els seus drets formals: confirmà, sense l'assistència de Pere, els contractes i drets de propietat als pobladors de la porció de Nunyo Sans i crea una administració separada per a ells, vinculada inicialment a la batlia de Barcelona i va vendre la seva porció d'Eivissa i Formentera a Guillem de Montgrí amb la qual cosa el deixà en una posició de plena subordinació.
Amb totes aquestes operacions el pacte d'infeudació de 1231 havia quedat fet estelles, i el 1242 Pere de Portugal, comença a retirar-se venent les seves propietats personals al bisbe de Mallorca. Així mateix el 1243 naixia el futur Jaume II de Mallorca i aviat Jaume I canvià el testament pel qual, entre d'altres, el feu hereu de Mallorca.
Finalment, i després de complexes negociacions, Jaume I i Pere de Portugal fan un segon concanvi, els béns del regne de Mallorca, excepte els procedents dels béns i drets feudals de la seva porció personal i els rurals d'Eivissa i Formentera, foren permutats per les viles de Morella, Almenara, Morvedre, Castelló de Borriana i Sogorb, amb condicions semblants amb les que havia rebut a Mallorca, és a dir, la reversió a la corona de tots els drets i propietats derivats de concessions reials, excepte la seva porció a la vila d'Eivissa.

## Senyor de Mallorca (segon període)
Des de les seves possessions valencianes, Pere de Portugal es posicionà en favor d'Alfons, primogènit de Jaume I, pel conflicte de repartició de la corona, cosa que debilitava el monarca.
Segurament per això, el 1254, comptant amb 67 anys, Pere de Portugal tornà a bescanviar les seves possessions al nord del Regne de València amb la senyoria de Mallorca, més limitada que en la primera ocasió i amb l'obligació de retornar-la a la corona a la seva mort, també obtenia una renda anual de 39.000 sous. Pere de Portugal morí a Mallorca i, segons va demanar al seu testament, fou soterrat a la vella capella de Sant Pere, actual Capella del Santísim de la Seu de Mallorca, (a la famosa capella on Miquel Barceló va fer la seva obra per la catedral). Poc després de la seva mort l'infant Jaume juraria les franqueses i privilegis de Mallorca com a hereu del regne. Està soterrat devora un besnet de Jaume I d'Aragó, Pagà de Mallorca, germà de Jaume III de Mallorca.